# Jack L. Benson
Jack Leonard Benson (* 25. Juni 1920 in Kansas City, Missouri; † 4. April 2009) war ein US-amerikanischer Klassischer Archäologe.
Jack Benson, aus einer schwedischstämmigen Familie kommend, studierte zunächst an der University of Missouri (1941 B.A.). Von 1942 bis 1947 nahm er in der Marine am Zweiten Weltkrieg teil. 1947 machte er seinen M.A. an der Indiana University. 1948 begann er die Arbeit an seiner Dissertation bei Erik Sjöqvist an der Princeton University und setzte diese bei Karl Schefold an der Universität Basel fort, wo er 1952 promoviert wurde. Anschließend wirkte er an der Yale University (1952–53 Instructor), dem University of Pennsylvania Museum (1954–56 Research Assistant), der University of Mississippi (1958–1961 Associate Professor), der Princeton University (1960–61 Visiting Associate Professor) und dem Wellesley College (1963–64 Associate Professor). Von 1965 bis zu seiner Emeritierung 1985 war er als Professor für Klassische Archäologie an der University of Massachusetts Amherst tätig.
Benson nahm an Ausgrabungen in Gordion und Zypern (Bamboula) teil und führte 1961 einen Survey auf Leros durch. Sein wichtigstes Forschungsgebiet war die korinthische Vasenmalerei. Mit der Methode von John D. Beazley beschäftigte er sich seit seiner Dissertation mit der Zuschreibung der korinthischen Vasen an einzelne Maler und Werkstätten. Seine Ergebnisse sind teilweise von Darrell A. Amyx in seiner Bearbeitung der korinthischen Vasenmalerei übernommen worden, häufig jedoch auch widerlegt worden.

## Veröffentlichungen (Auswahl)
- Die Geschichte der korinthischen Vasen. Schwabe, Basel 1953 (= Dissertation).
- Horse, Bird and Man. The Origins of Greek Painting. University of Massachusetts Press, Amherst 1970.
- Bamboula at Kourion. The Stratification of the Settlement. In: Report of the Department of Antiquities, Cyprus 1970, S. 1–28.
- Bamboula at Kourion. The Necropolis and the Finds. University of Pennsylvania Press, Philadelphia 1972.
- The Necropolis of Kaloriziki. (= Studies in Mediterranean Archaeology 36). Åström, Göteborg 1973.
- mit Agnes N. Stillwell: Corinth XV, 3: The Pottery from the Potters' Quarter. American School of Classical Studies, Athen 1978.
- Earlier Corinthian Workshops. A Study of Corinthian Geometric and Protocorinthian Stylistic Groups. Allard Pierson Museum, Amsterdam 1989, ISBN 90-71211-15-0.